# 吉澤洋治
吉澤 洋治（よしざわ ようじ、1957年1月31日 - ）は、東京都出身。ゴダイゴのベーシスト、ギタリスト、作曲家。

## 来歴
幼少期はイギリスで過ごし、米ミドルベリー大学から国際基督教大学へ「逆」留学中にギタリストとしてゴダイゴ・プロデューサーのジョニー野村とミッキー吉野にスカウトされる。大学卒業後、奈良橋陽子のミュージカルHAIRに参加。
ギター（ジャズ、クラシカル、ロック）、リュート奏者であり、ベースは1980年のゴダイゴ加入後から演奏開始。ゴダイゴに参加する傍ら、ギタリストとしてジャズのセッション、クラシカルのコンサート活動を展開。ミッキー吉野、トミー・スナイダーとフュージョン・ポップグループ「Debut」「PAN」などにギター、ギターシンセサイザーで参加。
2008年3月、東京芸術劇場ポップス・コンサートVol.3「R＋EVOLUTION」にギタリストとしてゲスト参加。2014年4月から（実際は2013年12月24日のディナーショーから）ゴダイゴのメンバーとして復帰。2015年にソロアルバム発表。